# Mariette Brion
Mariette Brion, née le 6 avril 1908 à Gy-l'Évêque (Yonne) et morte le 10 avril 1994 à Roullet-Saint-Estèphe Charente, est une femme politique française, membre du Parti communiste français. 

## Biographie
Élue conseillère de la République de la Charente en décembre 1946, elle est membre en 1947 de la commission de ravitaillement et de celle du travail. Elle participe aux discussions sur le budget du travail et sur le plan de congélation de la viande.
En 1948, elle quitte la commission du travail et intègre celle des affaires économiques. Elle s'exprime sur des textes fiscaux et agricoles. Elle prend part aussi aux discussions sur le redressement économique et financier.
Elle n'est pas réélue aux élections de novembre 1948.
Mariette Brion est également députée de la IIe Assemblée nationale constituante en 1946.
D'autre part, elle est conseillère générale du canton de Ruffec et vice-présidente du conseil général de la Charente.

## Détail des fonctions et des mandats
Mandats locaux
- 1945-1949 : conseillère générale du canton de Ruffec
- vice-présidente du conseil général de la Charente

Mandat parlementaire
- 8 décembre 1946 - 7 novembre 1948 : sénatrice de la Charente
- 2 juin 1946 - 27 novembre 1946 : députée de la Charente